# Boraria deturkiana
Boraria deturkiana é uma espécie pertencente ao gênero Boraria da família Xystodesmidae. É encontrado na América do Norte.